# Aspekt (językoznawstwo)
Aspekt (postać, forma) – kategoria gramatyczna wyrażająca sposób przedstawienia czynności lub stanu.

## Aspekt w języku polskim
Dla języków słowiańskich charakterystyczna jest leksykalizacja kategorii gramatycznej aspektu – aspekt zawarty jest w znaczeniu danego czasownika (nie zaś w formie gramatycznej, w jakiej jest on użyty) i występuje w dwóch podstawowych wartościach:
1. aspekt dokonany;
2. aspekt niedokonany.

Ogólnie mówiąc, aspekt dokonany pozwala przedstawić czynność jako zakończoną, wykonaną. Natomiast aspekt niedokonany nie przedstawia czynności jako czynności zakończonej, lecz raczej jako trwającą lub powtarzającą się. Dokładne opisanie różnicy między aspektem dokonanym a niedokonanym jest bardzo trudne. Polacy intuicyjnie rozumieją tę różnicę, ponieważ aspekt jest jedną z podstawowych kategorii w ich języku ojczystym. Sprawia ona za to ogromne trudności osobom mówiącym innym językiem, uczącym się któregoś z języków słowiańskich.
Czasowniki niedokonane oznaczają:
- właśnie odbywające się czynności lub zachodzące stany, których przebieg uważa mówiący za istotny, np. jutro o piątej po południu będę czytał książkę;
- czynności stanowiące tło dla innych wydarzeń (wyrażanych czasownikami dokonanymi), np. czytałem książkę, gdy zadzwonił telefon;
- czynności równoczesne, np. będę czytać książkę, podczas gdy brat będzie pisać list;
- czynności duratywne, trwające przez pewien czas, np. krzyczał, będzie drgać;
- ruch bez określonego celu, np. chodzę;
- czynności wielokrotne (iteratywne), np. dopisywać, będziemy wychodziły (wielokrotnie);
- czynności nierezultatywne, jedynie skierowane w stronę jakiegoś celu (niekoniecznie zmierzające do jego osiągnięcia), np.: będę pisał list;
- stany ciągłe, np. będę stać.

Czasowniki dokonane oznaczają czynności przeszłe lub przyszłe, ale nie teraźniejsze – czynność właśnie odbywająca się nie może być już zakończona, więc nie może być wyrażona czasownikiem dokonanym. Czasowniki dokonane mogą oznaczać:
- stany lub czynności, które zakończyły się (choćby przed sekundą) lub które będą zakończone, o nieistotnym przebiegu, krótkotrwałe lub traktowane przez mówiącego jako całość, np. krzyknął, drgnie;
- czynności jednorazowe, np. dopisać, wyjdziemy;
- czynności, których cel został lub zostanie osiągnięty, łatwo lub z trudnością, np. przeczytałem, doczytała się;
- przyczyny określonego stanu, np. pokochała (a więc kocha), zrozumiesz (a więc będziesz już rozumieć), poznamy (zatem będziemy znać);
- początek czynności lub stanu, np. wstanę, zaczerwienił się;
- koniec czynności lub stanu, np. dośpiewaj;
- czynności wykonywane w wielu miejscach, na wielu przedmiotach lub przez wiele podmiotów w tym samym czasie, np. powynosił, popękają, poucinać;
- czynności lub stany, które trwały lub będą trwać przez pewien czas, np. postoję, pobył.

Ze względu na aspekt wyróżnia się w językach słowiańskich cztery grupy czasowników:
1. czasowniki dokonane (występujące tylko w aspekcie dokonanym) – np. polskie skoczyć, przeczytać;
2. czasowniki niedokonane (występujące tylko w aspekcie niedokonanym) – np. polskie skakać, czytać;
3. czasowniki dwuaspektowe (występujące w aspekcie dokonanym i niedokonanym) – np. polskie aresztować.
4. czasowniki jednoaspektowe (występujące albo w aspekcie dokonanym albo w niedokonanym) – np. polskie być, mieć, musieć, móc, umieć, potrafić.

Czysta para aspektowa to taka para czasowników, między którymi jedyną różnicą znaczenia jest różnica aspektu. Przykładami mogą być takie pary jak skakać – skoczyć, czytać – przeczytać. Jedyną różnicą między znaczeniem czasownika skakać a znaczeniem czasownika skoczyć jest to, że pierwszy z nich jest niedokonany, a drugi dokonany.
Większość czasowników o prostej budowie słowotwórczej jest niedokonana w języku polskim, podobnie jak w innych językach słowiańskich, np. iść, nieść, pisać. Istnieje też grupa prostych czasowników dokonanych, np. dać, siąść. Liczne czasowniki dokonane zawierają przyrostek i są pozbawione przedrostków, np. krzyknąć, kupić (por. niedokonane kupować z innym przyrostkiem).
Stosunkowo liczne czasowniki dokonane są utworzone od prostych czasowników niedokonanych poprzez dodanie przedrostka. Do tworzenia czasownika dokonanego tworzącego z prostym czasownikiem niedokonanym parę aspektową używa się różnych przedrostków bez jasnych reguł. W języku polskim najczęściej używanym przedrostkiem w tej funkcji jest z-/ze-/s-/ś- (około 42% par aspektowych omawianego rodzaju), stosunkowo często używane są także za- (23%), wy- (11%), po- (8%), u- (8%). Czasami przedrostek zależy od wariantu regionalnego języka lub od konkretnego znaczenia czasownika, np. dokonanym odpowiednikiem malować jest pomalować w znaczeniu 'kłaść farbę na ścianę', namalować w znaczeniu 'wykonać obraz', albo też umalować w znaczeniu 'wykonać makijaż ust'.
Dany niedokonany czasownik prosty jest zwykle podstawą słowotwórczą przy tworzeniu kilku czasowników dokonanych na drodze prefiksacji. Większość utworzonych tym sposobem czasowników nie stanowi par aspektowych z czasownikiem prostym, a więc ich znaczenie różni się od znaczenia czasownika stanowiącego podstawę słowotwórczą. Z reguły takie czasowniki tworzą własne odpowiedniki niedokonane na drodze sufiksacji lub alternacji rdzenia. Przykład:
- prać jest prostym czasownikiem niedokonanym;
- uprać jest jego dokonanym odpowiednikiem (buduje wraz z nim parę aspektową);
- doprać, przeprać, oprać są czasownikami dokonanymi z nieco innym znaczeniem;
- dopierać, przepierać, opierać są wtórnymi czasownikami niedokonanymi tworzącymi pary aspektowe odpowiednio z doprać, przeprać, oprać; forma *upierać nie istnieje, gdyż niedokonanym odpowiednikiem uprać jest prać.

Dodanie przedrostka do czasownika niedokonanego nie zawsze zmienia aspekt na dokonany, np. chodzić – wchodzić. Czasami zmiana aspektu występuje tylko przy określonym znaczeniu czasownika, np. pochodzić jest niedokonany w znaczeniu być skądś, ale dokonany w znaczeniu chodzić przez pewien czas (w żadnym z tych znaczeń pochodzić nie tworzy pary aspektowej z chodzić).
Pewna liczba czasowników tworzy pary z formami utworzonymi przez dodanie jednocześnie przedrostka i przyrostka, np. stawiać – postawić lub też na drodze supletywnej, np. brać – wziąć, widzieć – zobaczyć.
Specjalną kategorią czasowników niedokonanych są czasowniki wyrażające ruch bez określonego kierunku. Są to czasowniki jednoaspektowe (nie mają odpowiedników dokonanych), tworzone od innych czasowników niedokonanych poprzez wymianę w rdzeniu lub na drodze supletywnej, np. nosić (od nieść), chodzić (od iść). Gdy takie czasowniki otrzymują cel, stają się wielokrotne: chodzić do szkoły.
Kolejną grupę czasowników jednoaspektowych tworzą pozostałe czasowniki wielokrotne. Tworzone są od innych czasowników niedokonanych, wliczając grupę poprzednią: chadzać (od chodzić), jadać (od jeść). Obie te grupy nie są zbyt liczne: większość polskich czasowników nie ma odpowiedników wielokrotnych, a czynność powtarzającą się wyraża po prostu forma niedokonana (także wówczas, gdy istnieje specjalny czasownik iteratywny, np. zamiast czytuję najczęściej używa się formy czytam).
Czasowniki dokonane wyrażające czynności wykonywane jednocześnie w wielu miejscach, na wielu przedmiotach lub przez wiele podmiotów (np. poukładać), a także takie, które wyrażają czynności lub stany trwające przez pewien czas (poleżeć, pomyśleć w znaczeniu "myśleć przez pewien czas"), nie mają odpowiedników niedokonanych. Utworzone są przy pomocy przedrostka po- (który poza tym posiada też inne funkcje).
Stany i czynności trwające przez pewien czas bywają wyrażane zarówno przez czasowniki niedokonane, jak i dokonane: cały dzień leżał w łóżku znaczy niemal to samo, co cały dzień przeleżał w łóżku. Różnica jest głównie stylistyczna: forma niedokonana jest tu neutralna, dokonana sprawia, że wypowiedź uzyskuje mocniejszy ton.
Aspekt jest kategorią nadrzędną względem czasu i trybu, dlatego niektóre formy czasownika (jak bezokolicznik) rozróżniają aspekt, choć nie rozróżniają czasu. Od aspektu czasownika zależy możliwość utworzenia niektórych form gramatycznych. Na przykład w języku polskim oraz we wszystkich pozostałych współczesnych językach północnosłowiańskich czasowniki dokonane nie tworzą form czasu przyszłego złożonego. Możemy więc powiedzieć będę skakał, będę czytał, będę aresztował, ale nie *będę skoczył, *będę przeczytał. Z kolei od czasowników niedokonanych nie można w języku polskim utworzyć imiesłowu przysłówkowego uprzedniego. Istnieją więc formy skoczywszy, przeczytawszy, aresztowawszy, ale nie *skakawszy, *czytawszy.
Z powyższego wynika, że kategoria aspektu jest silnie związana z kategorią czasu.
Oto lista form polskiego czasownika, które mogą być utworzone od dowolnego czasownika, niezależnie od aspektu:
- bezokolicznik: pisać – napisać;
- imiesłów bierny: pisany – napisany;
- odsłownik: pisanie – napisanie;
- bezosobnik: pisano – napisano;
- bezosobnik trybu przypuszczającego: pisano by – napisano by;
- czas przeszły: pisał – napisał;
- czas przyszły[4]: będzie pisać / będzie pisał – napisze;
- tryb przypuszczający: pisałby – napisałby;
- druga forma trybu przypuszczającego: byłby pisał – byłby napisał;
- tryb rozkazujący: pisz – napisz.

Następujące formy tworzone są jedynie przez czasowniki niedokonane:
- imiesłów przysłówkowy współczesny – pisząc;
- imiesłów czynny (przymiotnikowy) – piszący;
- czas teraźniejszy – pisze.

Istnieje forma, która może być tworzona tylko do czasowników dokonanych, a mianowicie:
- imiesłów przysłówkowy uprzedni – napisawszy.

## W innych językach
Kategoria aspektu istnieje nie tylko w językach słowiańskich.
W języku angielskim mówi się nawet o kategoriach ASPEKT1 i ASPEKT2. Pierwszy rodzaj aspektu przybiera wartości „zwykły” (nienacechowany) – ciągły (Continuous), drugi rodzaj aspektu wartości ”zwykły” – perfektywny (trudno tłumaczyć go jako „dokonany”, skoro z dokonanym aspektem słowiańskim ma on niewiele wspólnego). W sumie istnieją więc 4 formy aspektowe, np.
1. I write
2. I am writing
3. I have written
4. I have been writing
Wszystkie podane formy to czas teraźniejszy. Analogiczne formy aspektowe występują jednak także w innych czasach (przeszły, przyszły, przyszły w przeszłości), a także w formach niefinitywnych (przede wszystkim w bezokolicznikach to write, to be writing, to have written, to have been writing).
Z powyższego widać, że aspekt angielski ma dużo wspólnego ze słowiańskim, gdyż jest kategorią niezależną od czasu. Różnica polega na tym, że aspekt angielski wyrażany jest środkami gramatycznymi, podczas gdy aspekt słowiański – zasadniczo środkami leksykalnymi.
Aspekt podobny do słowiańskiego występuje w języku gruzińskim. Mimo przynależności tego ostatniego do całkiem innej rodziny językowej (kartwelskiej) i odrębności typologicznej (gruziński jest zasadniczo językiem aktywnym, podczas gdy słowiańskie należą do typu akuzatywnego) niektóre podobieństwa są uderzające. Dodanie przedrostka do formy czasu teraźniejszego nadaje jej znaczenie czasu przyszłego dokonanego w obu wypadkach.
W wielu innych wypadkach istnieje kategoria przypominająca aspekt, ale podrzędna względem kategorii czasu. Na ogół przy tym ów „aspekt” jest dobrze rozwinięty w czasie przeszłym. Klasycznymi przykładami języków z tego rodzaju aspektem są łacina i greka. Warto zauważyć, że tzw. aspekt dokonany nie odpowiada w tych językach słowiańskiemu, co jest szczególnie widoczne w przypadku łaciny w odniesieniu do czasownika esse (być). Polskiemu był odpowiadają 2 formy łacińskie: erat i fuit, różniące się właśnie aspektem. To samo zjawisko istnieje w językach wywodzących się z łaciny. Np. w hiszpańskim polskiemu był odpowiada cały szereg form, z których 4 są proste: era, fue, estaba, estuvo (choć przynależą one do dwóch leksemów, to jednak różnica znaczeniowa między tymi leksemami zbliża się do różnicy między różnymi aspektami).
Istnieją także języki, które nie znają kategorii czasu, znają za to kategorię aspektu (na ogół wyrażaną środkami gramatycznymi). Klasycznym przykładem jest tu biblijny język hebrajski, w którym występują aspekt dokonany i niedokonany. W dzisiejszym hebrajskim wygląda to zupełnie inaczej, aspekt właściwie zanikł i „przeobraził się” w czas, tj. dawna forma niedokonana oznacza czas przyszły, dawna forma dokonana – czas przeszły, a czas teraźniejszy jest nową konstrukcją, wyrażaną przez dawny imiesłów czynny.
W języku mandaryńskim aspekt i czas tworzą właściwie jedną kategorię.